# Walter Thurmond
Walter Riley Thurmond III (* 12. August 1987 in Los Angeles, Kalifornien) ist ein ehemaliger US-amerikanischer American-Football-Spieler auf der Position des Cornerbacks und Safeties. Er spielte von 2010 bis 2015 für die Seattle Seahawks, New York Giants und Philadelphia Eagles in der National Football League (NFL). Mit den Seahawks gewann er Super Bowl XLVIII.

## NFL

### Seattle Seahawks
Thurmond wurde von den Seattle Seahawks in der vierten Runde des NFL Drafts 2010 ausgewählt und unterschrieb am 17. Juni 2010 einen Vertrag. Er ersetzte Kelly Jennings als Cornerback.
Am 24. Oktober 2011 zog sich Thurmond einen Wadenbeinbruch und eine Knöchelverstauchung zu, was die Saison für ihn beendete. Am 24. November 2013 sperrte ihn die NFL wegen Dopings für vier Spiele.

### New York Giants
Thurmond wurde am 16. März 2014 von den New York Giants verpflichtet. Am 15. September 2014 verletzte sich Thurmond an der Brust, weshalb er für die restliche Saison ausfiel.

### Philadelphia Eagles
Am 11. März 2015 unterschrieb Thurmond für ein Jahr bei den Philadelphia Eagles.
Während der Off-Season wechselte Thurmond auf die Position des Safeties. Obwohl er nach der Spielzeit ein neues Vertragsangebot erhielt, entschied er sich im Alter von 28 Jahren seine Karriere zu beenden.